# Basilia (namn)
Basilia och Basilla är engelska feminina former av det ursprungligen grekiska mansnamnet Basilius som betyder kunglig.
Den 31 december 2014 fanns det totalt 10 kvinnor folkbokförda i Sverige med namnet Basilia, varav 6 bar det som tilltalsnamn. Det fanns dock ingen med namnet Basilla.
Namnsdag: saknas (före 1901: 20 maj)